# Rudolf Michałek
Rudolf Michałek (ur. 1 lutego 1941 w Pewelce) – polski profesor nauk rolniczych w zakresie inżynierii rolniczej, członek rzeczywisty Polskiej Akademii Nauk. W latach 1985–1989 poseł na Sejm PRL IX kadencji z ramienia ZSL. Był kierownikiem Katedry Inżynierii Rolniczej i Informatyki na Wydziale Inżynierii Produkcji i Energetyki Uniwersytetu Rolniczego w Krakowie, doktor honoris causa multi.

## Życiorys
Urodził się w 1941 we wsi Pewelka w Beskidzie Żywieckim jako jeden z potomków Rozalii i Stanisława Michałków. W 1964 ukończył studia na Wydziale Rolniczym w Wyższej Szkole Rolniczej w Krakowie, uzyskując dyplom magistra inżyniera nauk rolniczych i rok później podjął pracę w Instytucie Mechanizacji i Energetyki Rolnictwa.
W 1969 otrzymał stopień naukowy doktora nauk rolniczych, a w 1973 habilitował się. W wieku 38 lat został mianowany profesorem nadzwyczajnym, a 7 lat później (w 1986) został powołany na stanowisko profesora zwyczajnego.
W 1991 został wybrany na członka rzeczywistego Polskiej Akademii Nauk. W tym samym roku został kierownikiem Katedry Mechanizacji Rolnictwa na ówczesnym Wydziale Techniki i Energetyki Rolnictwa AR w Krakowie.
Profesor Rudolf Michałek do kwietnia 2008 wypromował 14 doktorów (w tym 12 z wyróżnieniem), 8 z nich uzyskało tytuł profesora, a wszyscy – stopień doktora habilitowanego. Recenzował 18 prac doktorskich, 7 habilitacyjnych, 8 wniosków o tytuł profesora oraz 14 na stanowiska profesora. Będąc długoletnim członkiem (17 lat) Centralnej Komisji ds. Stopni i Tytułów Naukowych, z jej ramienia oceniał 28 prac doktorskich, 74 prace habilitacyjne i 61 wniosków o tytuł naukowy profesora.
Od 1990 jest prezesem Polskiego Towarzystwa Inżynierii Rolniczej. Od tego samego roku pełni funkcję wiceprzewodniczącego Rady Programowej Wydawnictw Komitetu Techniki Rolniczej PAN, od 1996 – redaktora anglojęzycznego czasopisma „Annual Review of Agricultural Engineering”, od 1993 – „Problemów Inżynierii Rolniczej”, od 1997 – „Inżynierii Rolniczej”, od 1990 „Zeszytów Problemowych Postępów Nauk Rolniczych”, a od 1992 jest redaktorem naczelnym „Biuletynu Nauka Praktyce”. Aktualnie pełni również funkcję przewodniczącego Rady Naukowej Instytutu Technologiczno-Przyrodniczego.
Łączny dorobek profesora obejmuje przeszło 500 pozycji, z czego ponad 200 to rozprawy naukowe. Tematyka tych prac dotyczy m.in. kosztów eksploatacji agregatów rolniczych, organizacji i ekonomiki mechanizacji rolnictwa, energochłonności produkcji rolniczej, psychologicznych i socjologicznych aspektów mechanizacji, organizacji transportu rolniczego, mechanizacji produkcji rolniczej w rejonach podgórskich i górskich, metodycznych aspektów postępu naukowo–technicznego i jego efektywności w różnych typach gospodarstw, organizacji usług technicznych dla gospodarstw indywidualnych, organizacji zaplecza technicznego mechanizacji rolnictwa, odnawialnych źródeł energii oraz metodologii i organizacji nauki.
Profesor Michałek współpracuje z wieloma uczelniami poza granicami kraju, m.in. Uniwersytetem Rolniczym w Pradze, Uniwersytetem Rolniczym w Nitrze, Uniwersytetem Technicznym w Monachium, Uniwersytetem Rolniczym we Lwowie oraz Uniwersytetem Rolniczym w Kijowie.
Został odznaczony m.in. Krzyżem Komandorskim, Oficerskim i Kawalerskim Orderu Odrodzenia Polski, Złotym Krzyżem Zasługi, Medalem Komisji Edukacji Narodowej oraz licznymi odznaczeniami resortowymi i regionalnymi, a wśród nich: Złotą Odznaką za Zasługi dla Ziemi Krakowskiej, dla Miasta Krakowa, woj. nowosądeckiego, bielskiego i tarnowskiego.
Godność doktora honoris causa nadały mu:
- Uniwersytet Przyrodniczy w Lublinie (2000)
- Akademia Rolnicza w Szczecinie (2002)
- Uniwersytet Przyrodniczy we Wrocławiu (2007)
- Politechnika Koszalińska (7 maja 2008)
- Uniwersytet Warmińsko-Mazurski w Olsztynie (31 maja 2008)
- Uniwersytet Przyrodniczy w Poznaniu (19 stycznia 2011)